# Mystery of Love
Mystery of Love ist ein von Sufjan Stevens für Luca Guadagninos Film Call Me by Your Name geschriebenes und gespieltes Lied. Im Rahmen der Oscarverleihung 2018 wurde Mystery of Love als bester Song nominiert.

## Entstehung

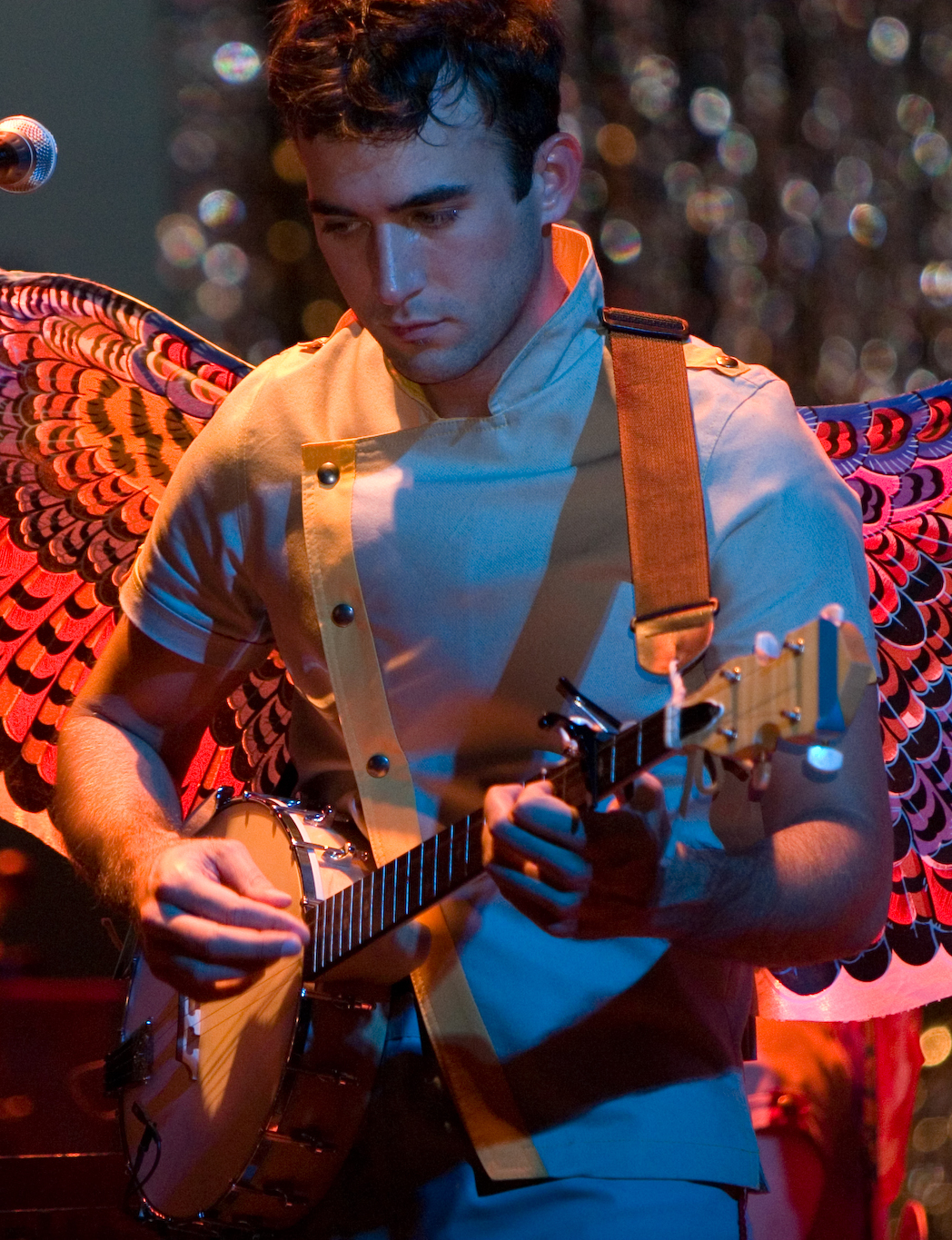
Mystery of Love wurde von Sufjan Stevens gesungen

Mystery of Love wurde von Sufjan Stevens für den Film Call Me by Your Name von Luca Guadagnino geschrieben und gesungen. Es handelte sich dabei um Stevens’ ersten Auftrag für einen Film.
Stevens ließ sich bei seiner Arbeit vom Drehbuch zum Film, von dessen Romanvorlage und durch Gespräche mit dem Regisseur über die Figuren inspirieren. Nur wenige Tage vor Beginn der Dreharbeiten ließ er Guadagnino das Ergebnis zukommen. Stevens spielte auf einer Akustikgitarre im Stil von Chris Thile, den er als den größten lebenden Mandolinenspieler des Planeten bezeichnete, und fügte dem Stück Klavier- und Synthesizerelemente und die Stimmen einiger Hintergrundsängerinnen hinzu.
Mystery of Love gilt als Titelsong des Films.

## Film
Im Film verbringt der 17-jährige Elio den Sommer auf dem in Norditalien gelegenen Landsitz seiner Eltern. Als der 24-jährige Student Oliver Elios Vater für sechs Wochen bei der Forschungsarbeit assistieren soll, unternehmen die beiden öfter Ausflüge miteinander. Elio empfindet bald Gefühle für Oliver und beginnt zögerliche Annäherungsversuche, die er zunehmend intensiviert. Bei einem Ausflug an einen See versucht Elio Oliver zu verführen. Oliver, der zuerst auf die Avancen eingeht, fürchtet sich vor einer öffentlichen Bloßstellung durch Elio und zieht sich zurück. Erst über kurze Briefwechsel nähern sich die beiden wieder einander an. Sie schlafen miteinander, halten ihre Beziehung aber geheim. Auch gewöhnen sie sich beim Sex an, sich gegenseitig mit dem Vornamen des anderen anzusprechen.

## Veröffentlichung

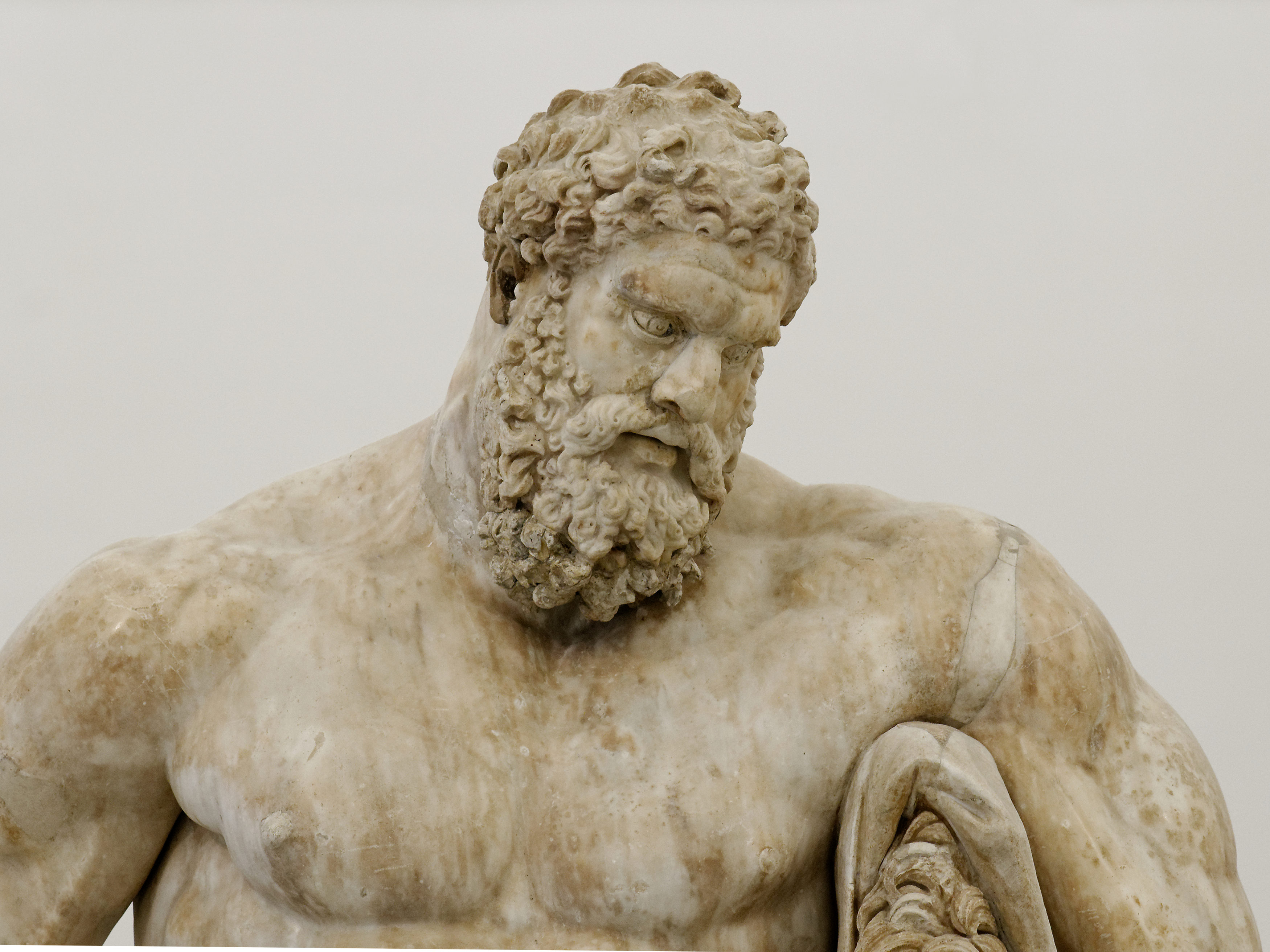
Im Musikvideo gezeigte Aufnahmen entstanden im Archäologischen Nationalmuseum Neapel

Mit Mystery of Love war bereits ein am 1. August 2017 veröffentlichter Trailer zum Film unterlegt. Das Lied ist auch auf dem Call Me by Your Name Original Motion Picture Soundtrack enthalten, der am 3. November 2017 von Sony Classical als Download und am 17. November 2017 als CD veröffentlicht wurde. Am 21. April 2018 soll Mystery of Love neben zwei anderen von Stevens für den Film beigesteuerten als durchsichtige 10″-Single veröffentlicht werden.

## Musikvideo
Anfang Januar 2018 wurde von Sony Pictures Classics ein Video zum Lied des Sängers und Songschreibers Sufjan Stevens veröffentlicht. Neben Ausschnitten aus Call Me By Your Name zeigt dieses Aufnahmen, die im Archäologischen Nationalmuseum Neapel entstanden.

## Auszeichnungen
Am 18. Dezember 2017 gab die Academy of Motion Picture Arts and Sciences bekannt, dass sich Mystery of Love in einer Vorauswahl von 70 Liedern befindet, aus der die Nominierungen in der Kategorie Bester Filmsong im Rahmen der Oscarverleihung 2018 bestimmt wurden. Der Song wurde auch im Rahmen der musikalischen Begleitung der Oscarverleihung präsentiert. Im Folgenden eine Auswahl von Nominierungen und Auszeichnungen im Rahmen bekannter weiterer Preisverleihungen.
Critics’ Choice Movie Awards 2018
- Nominierung als Bestes Lied[10]

Grammy Awards 2019
- Nominierung als Best Song Written For Visual Media (Sufjan Stevens)

Guild of Music Supervisors Awards 2018
- Nominierung in der Kategorie Best Song/Recording Created for a Film (Sufjan Stevens und Robin Urdang)[11]

Oscarverleihung 2018
- Nominierung als Bester Song (Sufjan Stevens)

Phoenix Film Critics Society Awards 2017
- Nominierung als Best Original Song[12]

## Auszeichnungen für Musikverkäufe
| Land/Region                  | Auszeichnungen für Musikverkäufe (Land/Region, Auszeichnung, Verkäufe) | Verkäufe  |
| ---------------------------- | ---------------------------------------------------------------------- | --------- |
| Dänemark (IFPI)              | Gold                                                                   | 45.000    |
| Frankreich (SNEP)            | Platin                                                                 | 200.000   |
| Polen (ZPAV)                 | Platin                                                                 | 50.000    |
| Spanien (Promusicae)         | Gold                                                                   | 30.000    |
| Vereinigte Staaten (RIAA)    | Platin                                                                 | 1.000.000 |
| Vereinigtes Königreich (BPI) | Silber                                                                 | 200.000   |
| Insgesamt                    | 1× Silber · 2× Gold · 3× Platin ·                                      | 1.525.000 |